# باربارا نیون
باربارا نیون (انگلیسی: Barbara Niven؛ زادهٔ ۲۶ فوریهٔ ۱۹۵۳) بازیگر، نویسنده و تهیه‌کننده فیلم‌های آمریکایی است. او همچنین یک سخنران انگیزشی، مربی رسانه، فعال حقوق حیوانات، و سفیر ملی برای انسانیت در آمریکا می‌باشد.
از فیلم‌ها یا برنامه‌های تلویزیونی که وی در آن نقش داشته‌است می‌توان به قول (۱۹۸۶) و یک پایان عالی (۲۰۱۲) اشاره کرد.

## زندگی شخصی
نیون سه بار ازدواج کرده است، با رونالد گاریسون (۱۹۷۴، طلاق گرفته)، دیوید الکساندر (۱۹۸۵، طلاق گرفته)، و دیوید نیون جونیور (۱۹۹۳،تا ۱۹۹۸).  او یک دختر به نام جسیکا و سه نوه دارد. او تابعیت دوگانه کانادایی را به دست آورد زیرا پدرش در آنجا متولد شد. رنگ مورد علاقه او قرمز است، اگرچه او دوست دارد سیاه بپوشد.